# Ježevo
Ježevo – wieś w Chorwacji, w żupanii zagrzebskiej, w gminie Rugvica. W 2011 roku liczyła 428 mieszkańców.